# Powojnik górski
Powojnik górski (Clematis montana) – gatunek rośliny z rodziny jaskrowatych (Ranunculaceae Juss.). Pochodzi z obszarów Azji (Chiny, Tajwan, Afganistan, Bhutan, Indie, Nepal, Pakistan). Jest uprawiany w wielu krajach świata.

## Morfologia

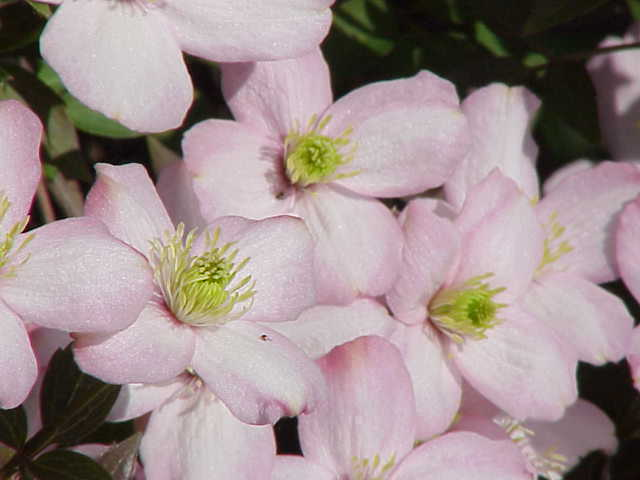
C. montana cv. Rubens

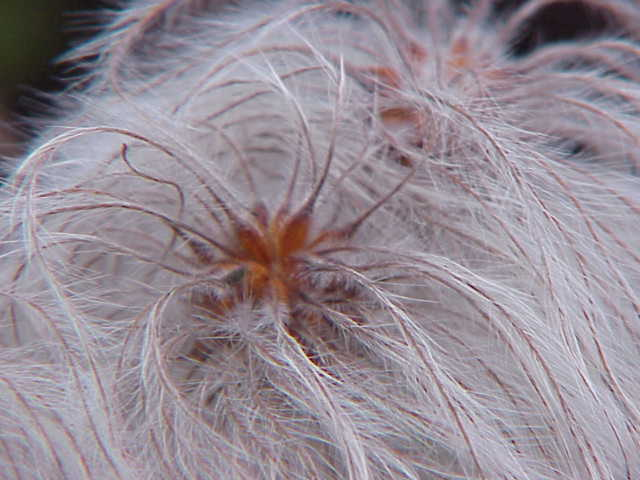
Owoce

PokrójPnącze o zdrewniałych łodygach, w młodości słabo omszonych, potem nagich. Rośnie bardzo szybko i osiąga wysokość do 8 m.
LiścieU typowej formy gatunku (dziko rosnącej) żywozielone, trójlistkowe osadzone na ogonkach o długości do 9 cm. Listki ok. 10 cm, głęboko ząbkowane, ostro zakończone na krótkich ogonkach.
KwiatyOsadzone w kątach liści na zeszłorocznych pędach, pojedynczo lub w pęczkach do 5. Są mniejsze niż u mieszańców ogrodowych. Zwykle o średnicy do 5 cm, otwarte, z czterema działkami korony, u typu koloru białego, a u odmian również kremowe i różowe, pręciki żółte. Szypułki kwiatowe cienkie, do 10 cm. Niektóre odmiany tego gatunku mają większe kwiaty. Okres kwitnienia przypada od maja do czerwca.
OwoceDuże, długość – 7 mm, szerokość – 4 mm, nagie z pierzastymi szyjkami o dł. 5 cm. Dojrzewają w sierpniu.
Roślina trującaTrujące są sok, liście, kwiaty i owoce.

## Zastosowanie
Jest uprawiany w ogródkach jako roślina ozdobna. Szczególnie przydatny jest do zasłonięcia mało efektownych ścian czy murów. Jego pąki i młode pędy mogą przemarzać, z tego też względu należy go sadzić w miejscach osłoniętych i cieplejszych. Niektóre uprawiane odmiany to:
- `Rubens`– o młodych liściach ciemnopurpurowych, potem brązowozielnych i kwiatach nieco większych niż u typu, w kolorze różowym.
- `Elizabeth` - o różowych kwiatach i purpurowoczerwonych liściach
- `Tetrarose` - o różowych, bardzo dużych kwiatach